# 布干维尔革命军
布干维尔革命军（英語：Bougainville Revolutionary Army，缩写为BRA）是一个致力于使布干维尔脱离巴布亚新几内亚，从而获得独立的武装团体，由布干维尔分离主义者于1988年组建。

## 历史
革命军领导人认为，布干维尔在种族上是所罗门群岛的一部分，并且在国家粗放的开采岛上资源时本岛布干维尔人并未获利。1989年，革命军领导人宣布布干维尔脱离巴布亚新几内亚自行独立，并建立了布干维尔临时政府。结果导致了革命军与巴布亚新几内亚政府军内战的爆发，并且战争在澳大利亚的支持下逐步升级。
1991年1月，双方签署了《霍尼亚拉宣言》，统一停火。但是这一停火协议很快被撕毁，双方重新开战。1997年，全国大会党的比爾·史凱特当选为巴布亚新几内亚总理，允诺促进布干维尔和平将成为他的首要任务。这也最终促成了停火协议的签署，并朝着布干维尔自治的方向推进。此后，革命军不在活跃于战事之中，但其主要领导人依然活跃于政治舞台。
1999年，一部反映布干维尔土著居民挽救他们岛屿生态以及争取独立的影片上映，片名为《椰子革命》（The Coconut Revolution）。